# کرومر
coordinate_formatکرومرlatitudeکرومرlongitudeکرومر
کرومر (به انگلیسی: Cromer) یک شهرک در بریتانیا است که در انگلستان واقع شده‌است.

## خصوصیات
کرومر ۴٫۶۶ کیلومترمربع مساحت و ۷٬۷۴۹ نفر جمعیت دارد.

## نگارخانه

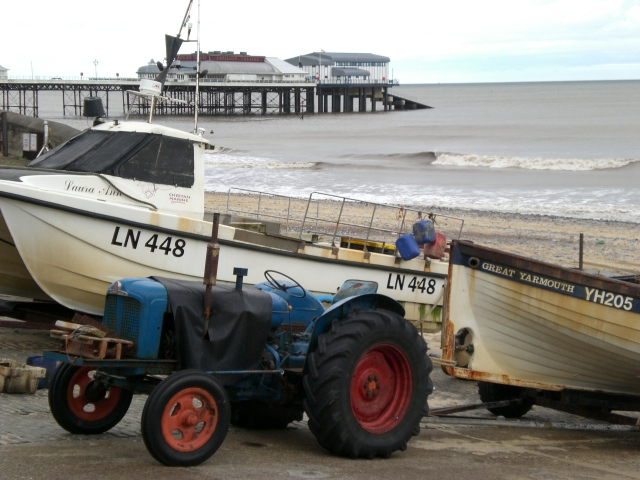
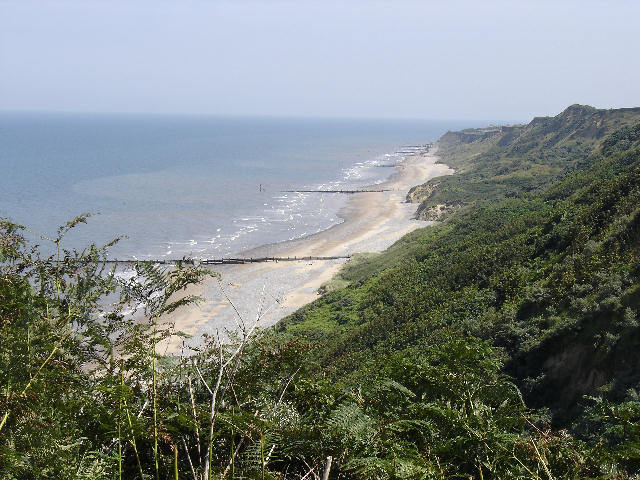
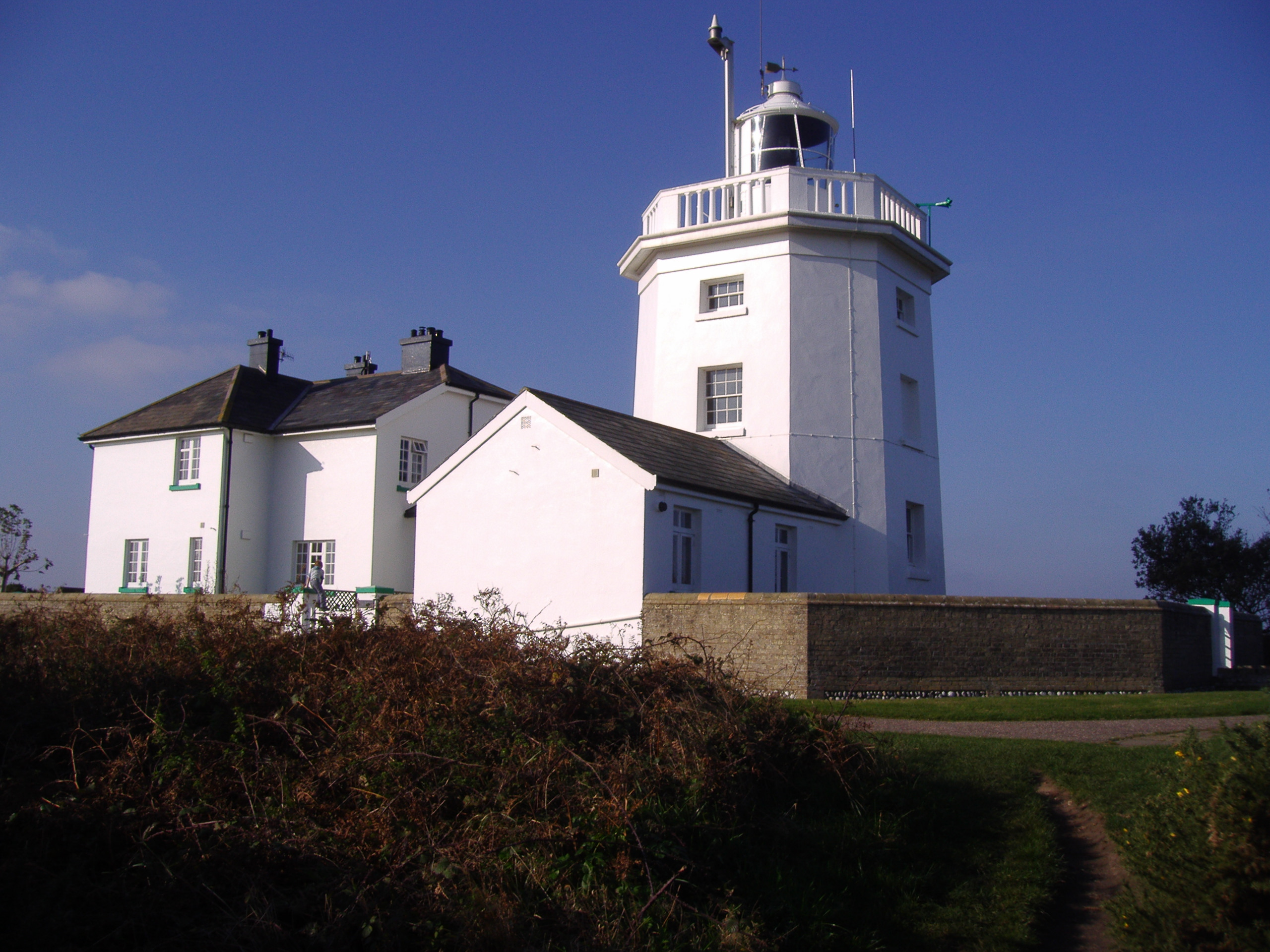
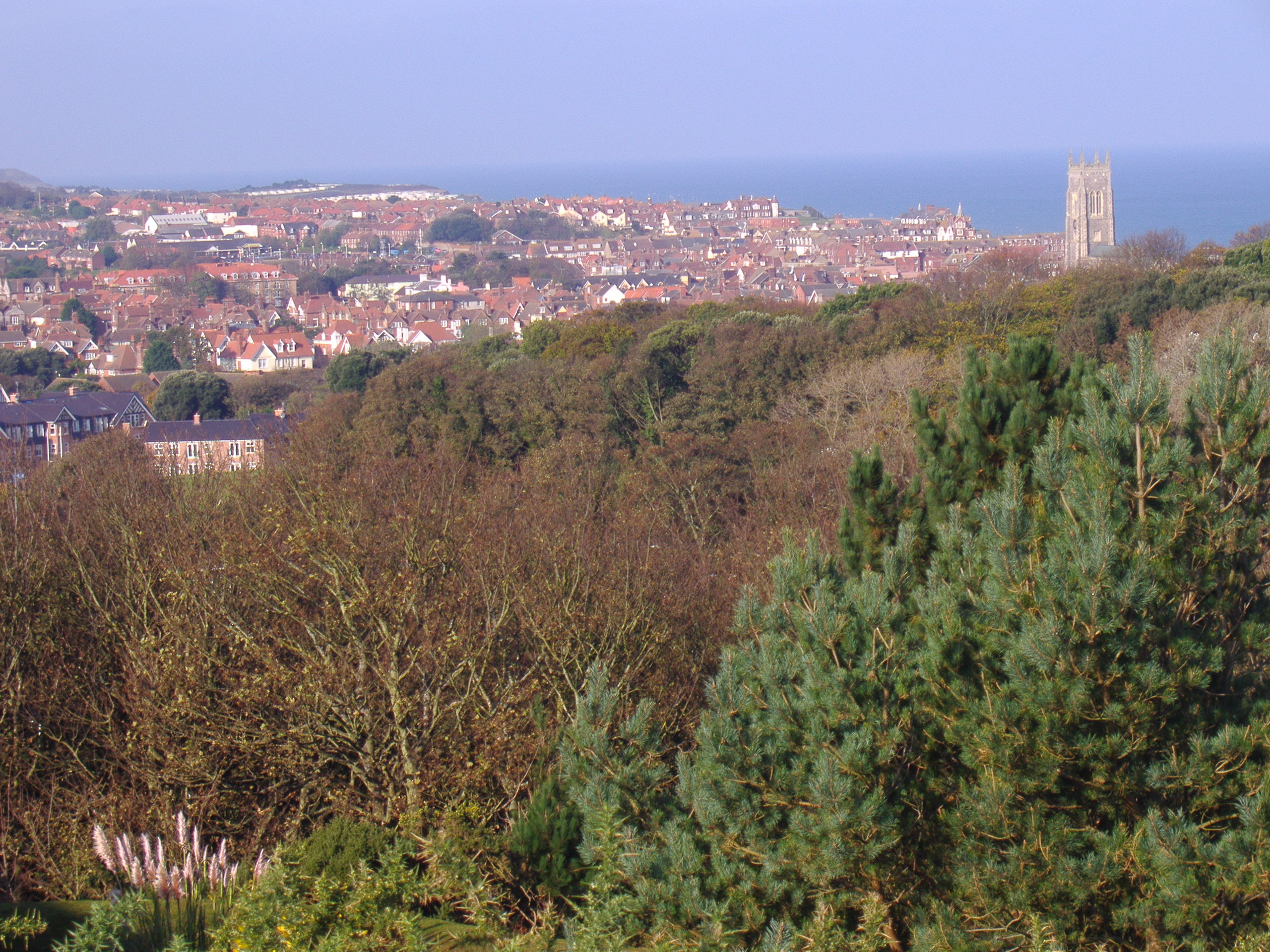
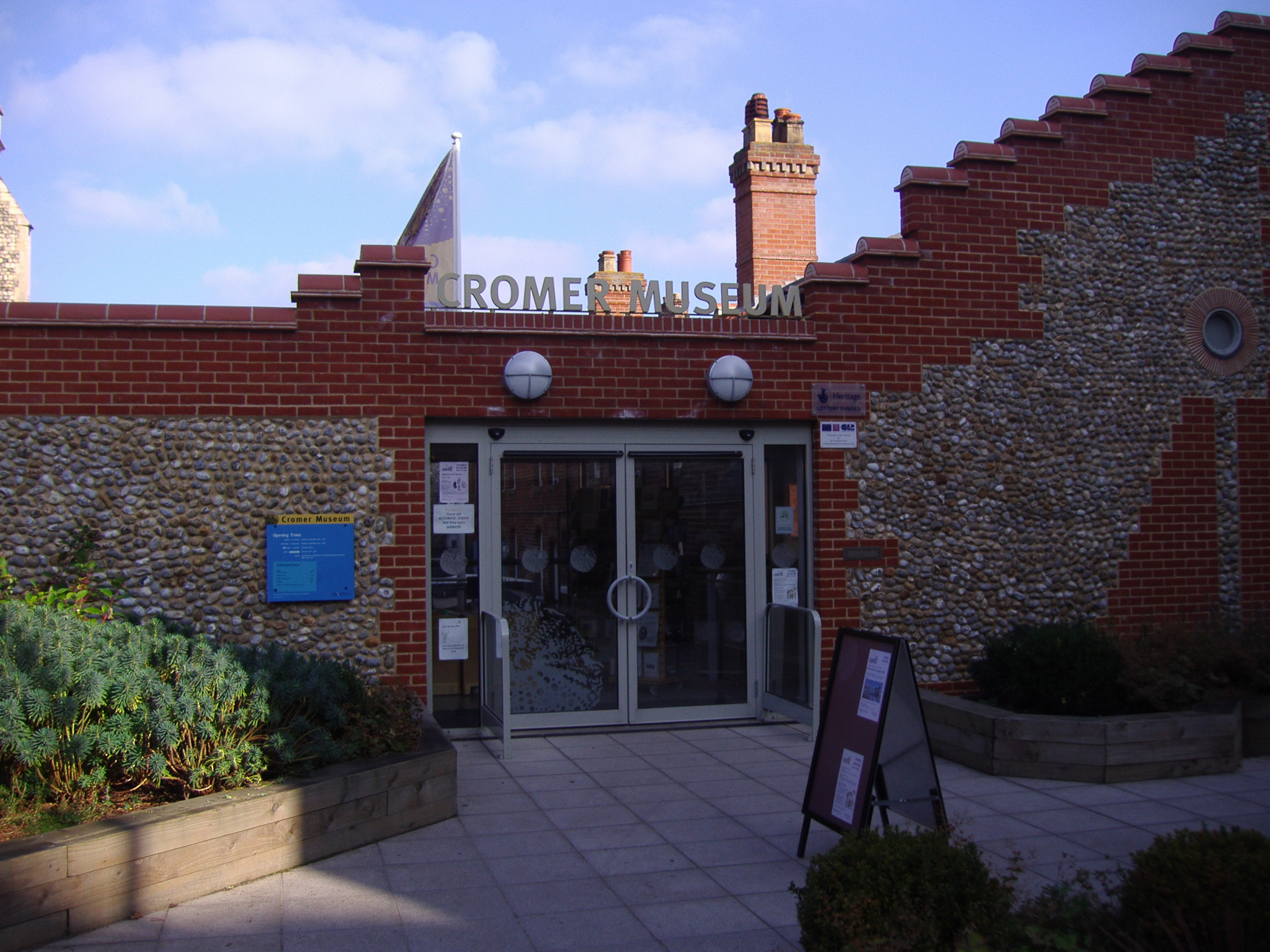
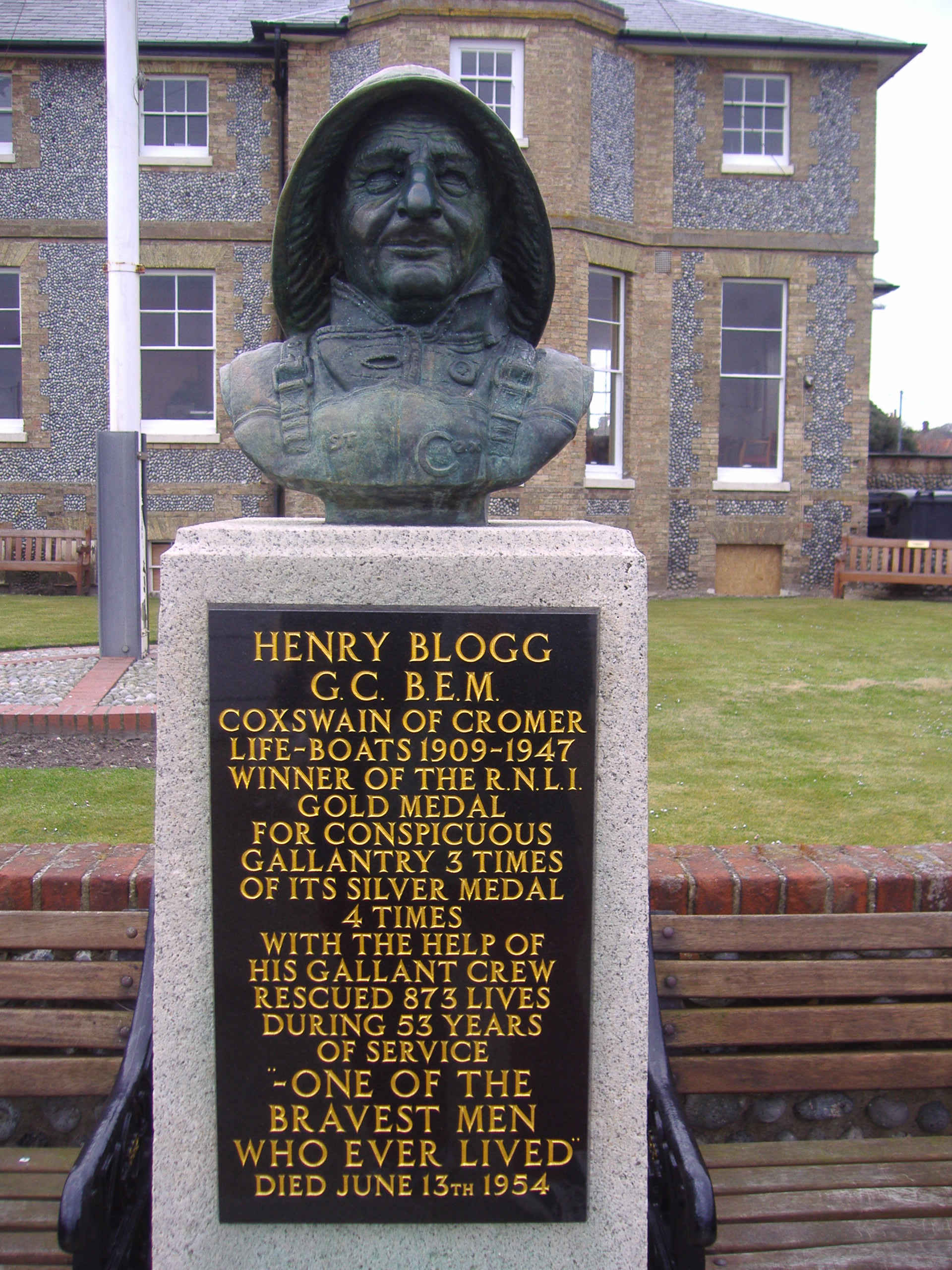
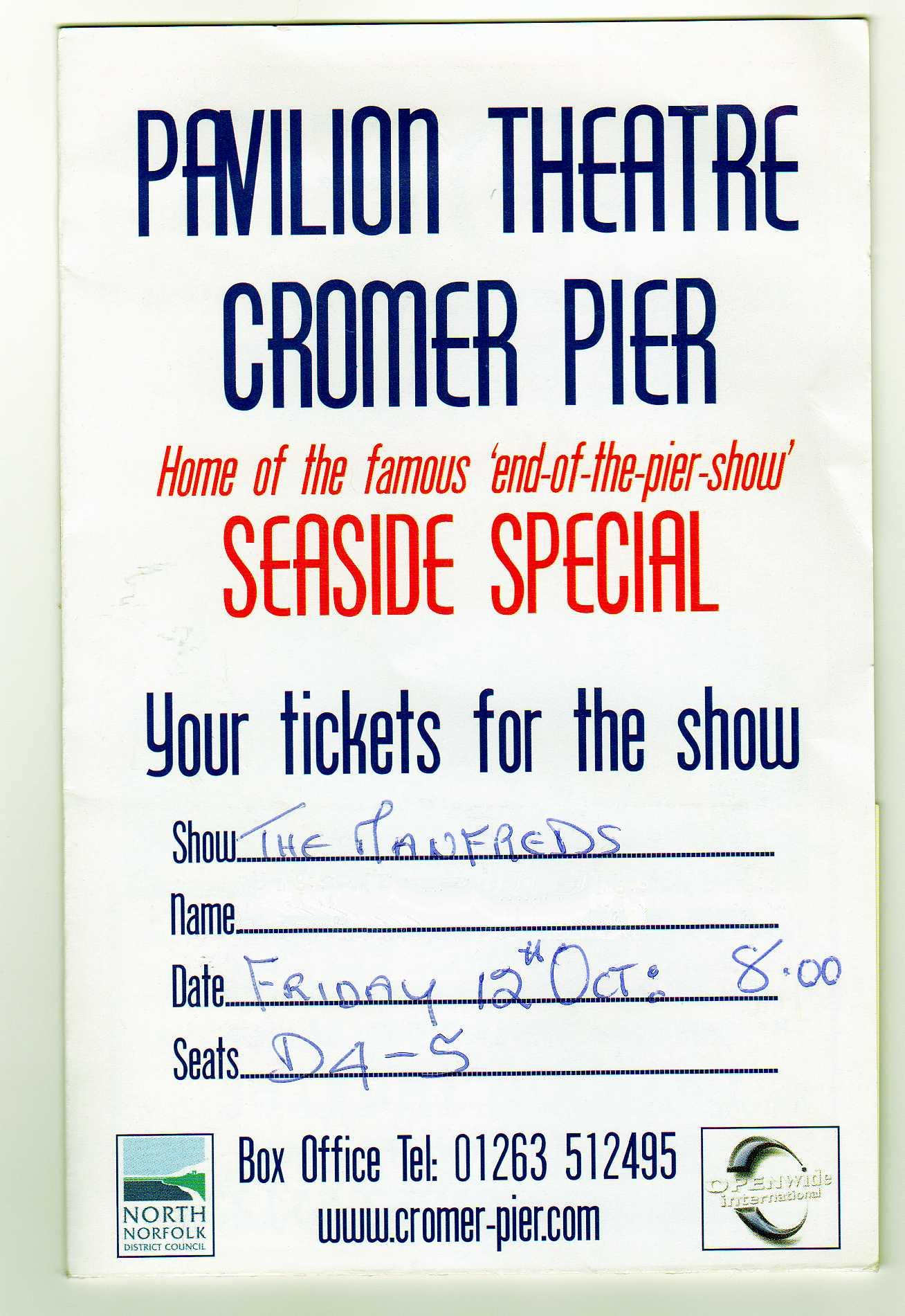
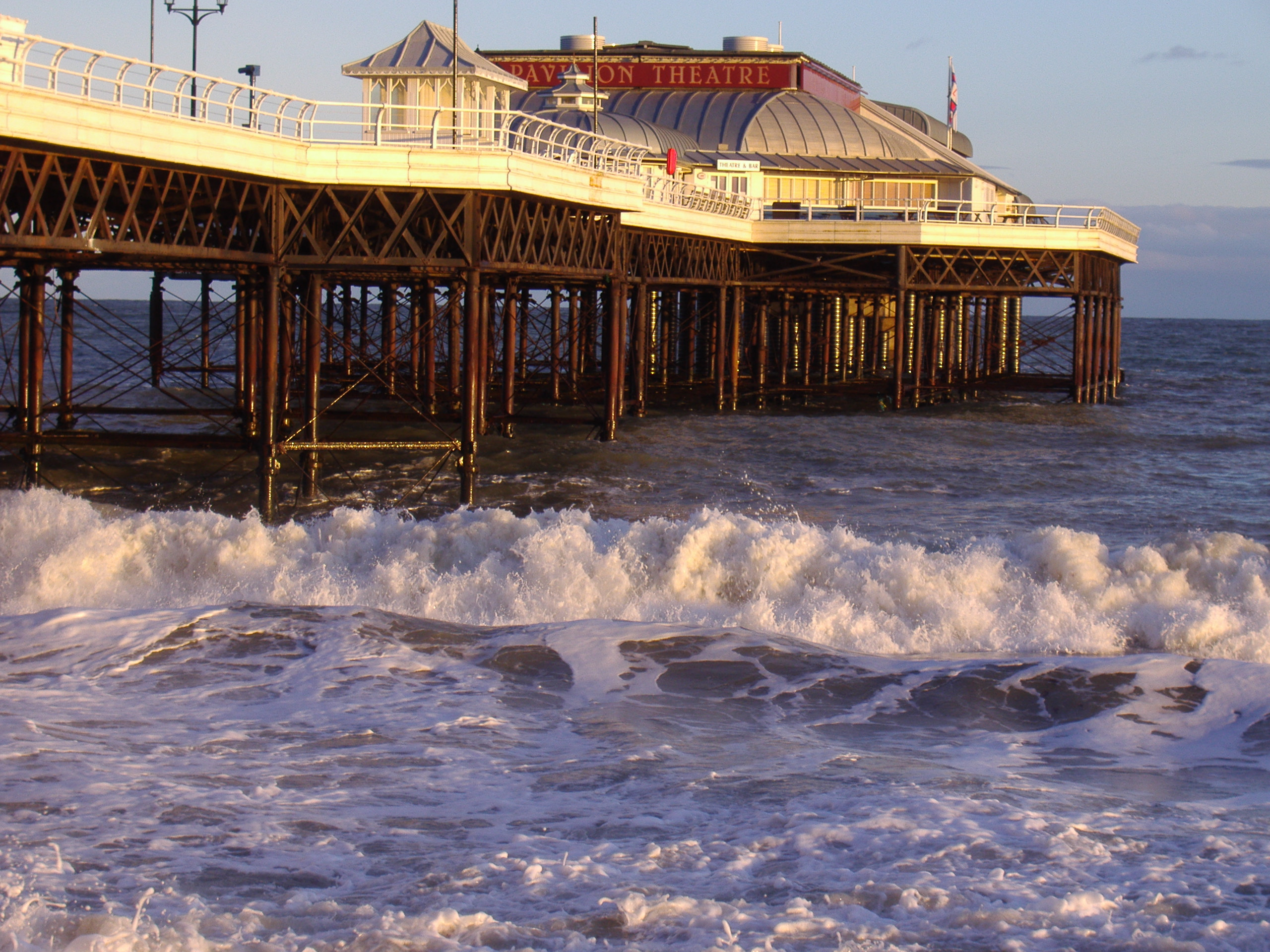
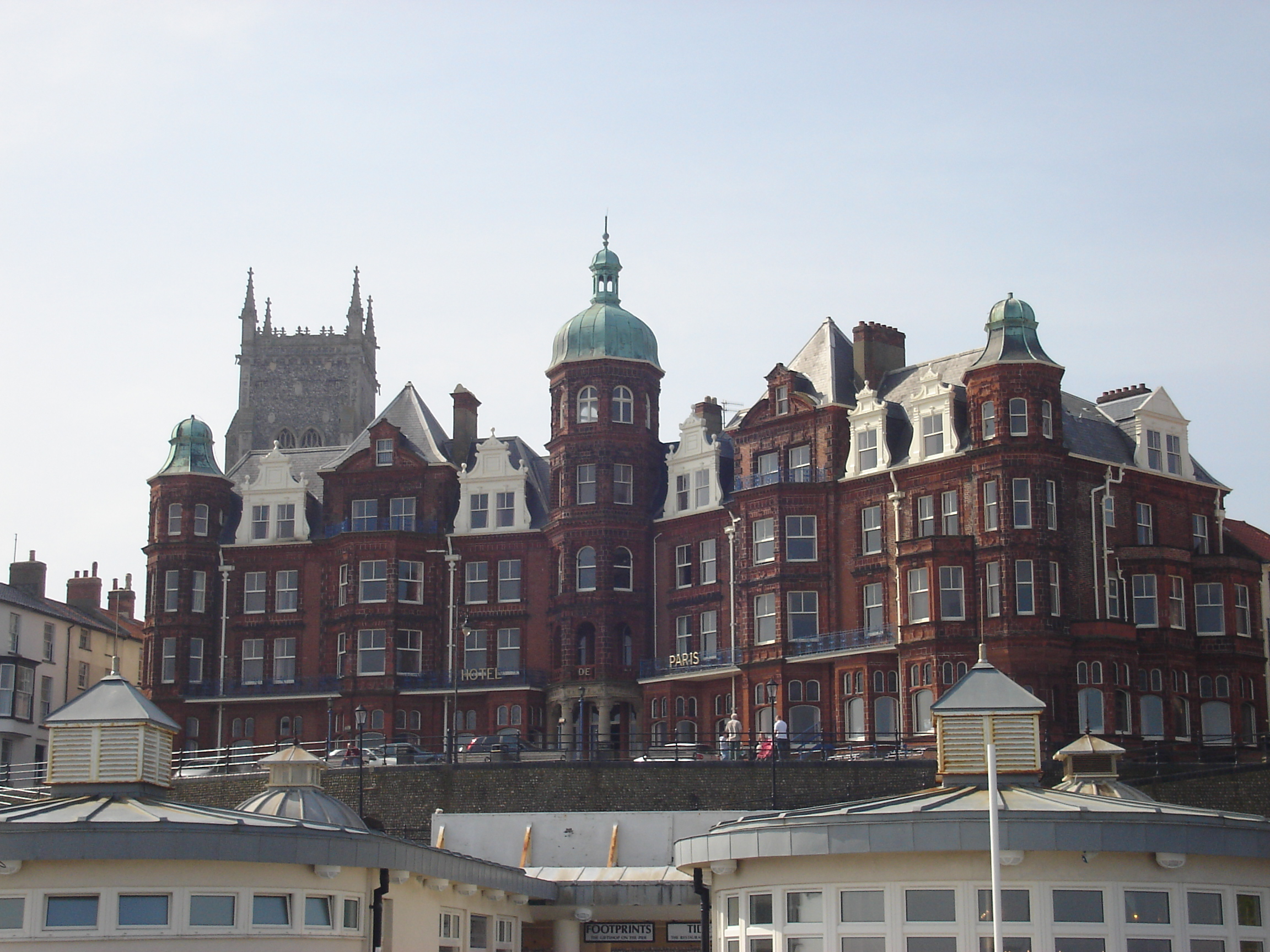
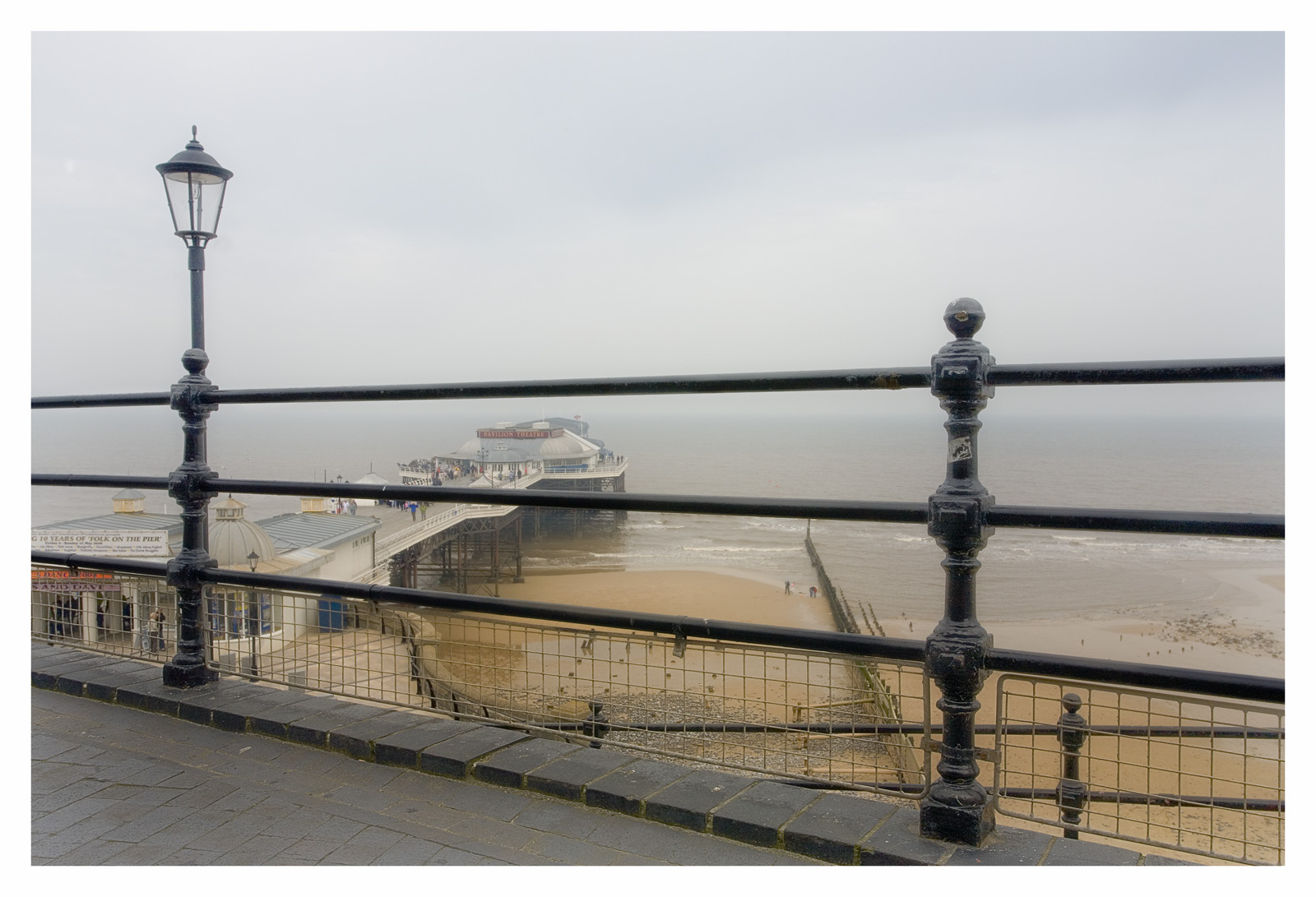
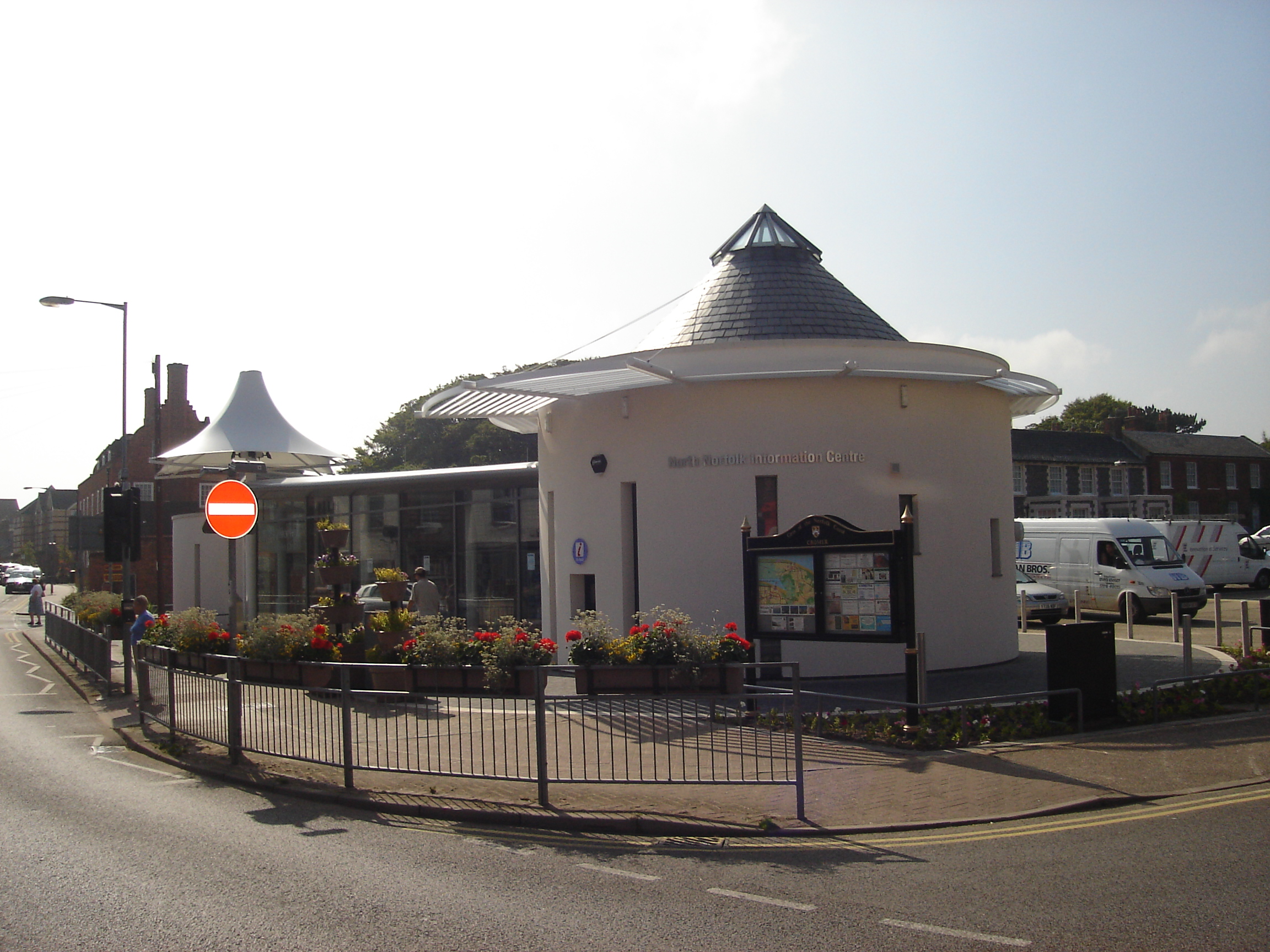